# Sixte du Châtelet
Sixte du Châtelet é um personagem da Comédia Humana de Honoré de Balzac. Aparece principalmente em Illusions perdues, romance escrito entre 1836 e 1843, e em Splendeurs et misères des courtisanes, publicado em 1838. Nascido em 1876, ele se torna barão durante o Império.
Convidado habitual do salão de madame de Bargeton em Angoulême, ele se torna inimigo de Lucien de Rubempré quando ela se torna amante deste. Ele segue o casal para Paris em sua fuga. Pode, assim, casar-se com madame de Bargeton, quando esta se torna viúva e abandona Lucien, com o apoio da marquesa d'Espard.
Ele também aparece em Histoire des Treize, acompanhando o marquês de Montriveau em sua incursão no Egito.